# Magerarenai onna
Magerarenai onna (曲げられない女, litt. « La Femme inflexible ») est une série drama télévisée japonaise qui a été diffusée du 13 janvier 2010 au 17 mars 2010 sur NTV.

## Synopsis
Saki Ogiwara, 33 ans et célibataire, rêve de devenir avocate, mais elle a raté l'examen du barreau neuf années consécutives et refuse d'abandonner.
En attendant, elle travaille à mi-temps dans un grand cabinet juridique en tant que clerc et depuis 9 ans, son mode de vie est toujours le même (elle ne fait que réviser jusqu'à 00h30).
Un jour, elle rencontre par hasard une ancienne camarade de lycée, Riko Hasumi, devenue femme au foyer et mère de deux enfants, qui n'hésite pas à mentir pour obtenir ce qu'elle désire, et qui prétend que le bonheur d'une femme est de se marier et d'avoir des enfants.

## Liste des épisodes
La chanson du thème, intitulée Modorenai ashita (戻れない明日), est interprété par la chanteuse de J-pop aiko.

## Fiche technique
- Scénariste : Kazuhiko Yukawa (ja)
- Réalisateurs : Seiichi Nagumo, Hiroshi Yoshino, Taketo Kiuchi
- Musique : Yoshihiro Ike (en)
- Chaine : NTV
- Épisodes : 10
- Durée : 46 minutes
- Jour et heure de diffusion : mercredi, 22h

## Distribution
- Miho Kanno : Saki Ogiwara
- Hiromi Nagasaku : Riko Hasumi
- Shōsuke Tanihara : Kōki Aida
- Takashi Tsukamoto : Masato Sakamoto
- Tomohiro Ichikawa : Kenji Imada
- Anna Nose : Satomi Yokoya
- Nishioka Tokuma : Mashino
- Mayumi Asaka : Hikari Ogiwara
- Yamaguchi Makiya : Yoshitaka Osabe
- Takabayashi Yukiko
- Hayashi Yasufumi : Yoshinori Ogiwara
- Asami Himeka : Saki Ogiwara jeune
- Ayumi Oka
- Hiraizumi Sei : Tsuyoshi Nakashima

## Récompenses
- prix de la meilleure actrice pour Miho Kanno aux 13e Nikkan Sports Drama Grand Prix (en)
- prix de la meilleure actrice pour Miho Kanno aux 64e Television Drama Academy Awards